# Arvefæste
Arvefæste er et særegent fæsteforhold, der adskiller sig fra det almindelige fæste, livsfæstet, ved, at mens ved dette brugsforholdet kun er stiftet for fæsterens og enkes livstid, overføres ved arvefæste fæsteretten fra fæsteren til hans arvinger eller visse af disse i en bestemt i arvefæstebrevet fastsat eller ved fæsterens arvedispositioner inden for fæstebrevets ramme angiven følgeorden. Fæstegårdens ejer genvinder da normalt først sin fulde ejendomsret over fæstestedet, når ingen af fæsterens til at overtage fæstet berettigede arvinger længere findes. For arvefæste var i almindeligvis de samme bestemmelser, som var gældende ved livsfæste blevet anvendt.
Hyppigst var der imidlertid med arvefæste forbundet særlig ret for fæsteren til at sælge og pantsætte fæstegården. Forholdet er da væsensforskelligt fra det rene arvefæste, idet fæsteren da i virkeligheden kan disponere som ejer, om end hans ejendomsret er underkastet visse særlige indskrænkninger og byrder, der navnlig ytrer sig i pligt til at svare en årlig afgift til den tidligere ejer (jorddrotten, herligheds- eller afgiftsejeren) samt i almindelighed en kendelse (rekognition) ved ejerskifte.
Arveskifte anses at være bedre end almindeligt fæste, fordi arvefæsteren (eller snarere dennes arvinger) nyder fordelene af det arbejde, som denne har gjort for at forbedre driften af sin ejendom.
Arvefæste blev i Danmark indført omkring midten af 1700-tallet og varede til 1919, da det endeligt blev afviklet. Arvefæste kom derved til at optræde som overgangsform mellem fæste og selveje. På Bornholm blev arveskifte indført allerede i 1744.

## Vilkår
Arvefæstekontrakter var standardiserede i deres udformning. Et eksempel på en kontrakt kunne se således ud:
"Over-Præsident, Borgemestere og Raad udi den Kongelige Residents-Stad Kjøbenhavn, Gjøre vitterligt: at da Hans Kongelige Majestæt ved allernaadigst Rescript af 25de Marts 1768 har bevilget og tilladt, at vi paa Stadens og egne Vegne, som Besiddere af Roskilde Ladegaard, Bidstrup Gaard kaldet, hvorover Magistraten ene havere Directionen, for os, vore Efterkommere og Besiddere af bemeldte Gaard og Gods maae udstæde og meddele Godsets Bønder saadanne Arvefæstebreve, som kunne betrygge dem, og, paa den herefter fastsatte Maade, deres Arvinger og Efterkommere til evig Tid mod al Forandring af Hoveriets Indførsel, eller nogen Slags Betyngsel i andre Maader, videre end hvad udi de saaledes af os udstædende Arvefæstebreve findes indført og fastsat; saa have vi, i Kraft af saadan allernaadigst Tilladelse, herved til N.N. arveligen bortstædt og fæstet N.N. med al dens rette Tilliggende i Mark og Bye, dog at intet nyt Huusmands Huus bygges, enten paa Gade, Grund eller Fortog, uden Herskabets Minde og Resolution om hvad Afgivt og Pligt paa Huset skal hæfte; hvilket Arvefæste fornævnte N.N. meddeles paa følgende Vilkaar:

I. Saalænge Gaardens Bygning og Besætning forsvarligen vedligeholdes og dens tilliggende Jorder lige forsvarligen dyrkes og gjødes; ikke til ulempe bruges, borteies eller Gaarden frakommer, være sig Ager, Eng, Skov eller Tørvekjær; saalænge Kongelige, saavel ordinaire som extraordinaire, Contributioner og Paabudde, saaledes som de nu ere fastsatte, eller i Fremtiden maatte vorde befalede, tilligemed den udi 3die og 4de Post bestemte aarlige Afgivt og Indfæstning, paa sine rette Steder og til rette Tider, rigtigen vorde erlagte, samt de udi 5te Post fastsatte øvrige Pligter vedbørligen efterkommes, skal det være ham, hans Arvinger og Efterkommere, Gaardens lovlige Besiddere, tilladt at afstaae og overlade samme til hvilken af deres Børn, og, om de ingen Børn have, til Slægt eller Fremmede, hvem de ville, naar Personen dertil af Herskabet findes duelig og bequem; ligesom og, ved den herefter fastsatte Indfæstnings Erlæggelse, den nye Fæster, uden Betaling, meddeles et nyt og med dette ligelydende Arvefæstebrev, uden Forandring.

II. Skal de være bemeldte N.N. og efterkommende lovlige Arvefæstere tilladt, dog efter foregaaende Overlæg med Herskabet og sammes Samtykke, at dele denne Gaards Hartkorn imellem sig og een af sine Børn, eller imellem tvende af sine Børn eller Arvinger, da ved saadan Forandring, nye Arvefæstebreve paa enhvers Hartkorn, ligelydende med dette, bør og skulle meddeles, og derudi Afgivten og Indfæstningen, i Forhold til enhvers Hartkorn, regleres og fastsættes.

III. Af denne Gaard svares til Jordebogs-Kassen aarligen N.N., hvoraf Kornvarerne ydes udi Kjøbenhavn in natura; dog skal det staae Arvefæsteren frit for, saavidt Rug og Byg angaaer, at betale samme efter næste sættende Capitels-Taxt, naar han tilkjendegiver saadant for Godsets Forvalter og i det seneste inden September Maaneds Udgang erklærer, at ville betale samme med penge, som meldt, efter Capitels-Taxten. Smaaredselen yder han i Kjøbenhavn, eller, efter Herskabets foregaaende Tilladelse, betaler penge derfor efter nærmere Bestemmelse.

IV. Erlægges udi Indfæstning, hvergang gaarden til nogen ny Beboer afstaaes eller overlades, en saadan Summa, som da bestemmes, men dog ei nogensinde maae eller skal overstige 10 Rbd. S. V. pr. Tønde Hartkorn. Indfæstningen er for denne Gang betalt med N.N. Rbd. Mk. Sk. S. V.

V. Paaligge Arvefæstebonden, nuværende og efterkommende, alle de Pligter, som Bønder i Almindelighed enten ere eller herefter maatte vorde paalagte, saasom: Veiene at vedligeholde, Konge- og Kirke-Reiser at forrette, med videre; saa skal han og være forbunden, i paakommende ulykkelige Tilfælde af Ildsvaade paa Godset, at bidrage og komme til Hjelp, lige og i Forhold med de øvrige Godsets Bønder, til Opbyggelse og Istandsættelse med Kjørsel og Arbeide; ligesaa haver han Dæmninger, Damme og Broer, Godset tilhørende, at vedligeholde, Aaerne at oprense, saaofte fornødent gjøres, samt af alt andet sin Deel, lige med de øvrige Godsets Bønder, med Kjørsel og Arbeide at forrette; endeligen forretter han og sin Andeel af de fornødne Reiser med Herskabet, naar Samme enten foretager den aarlige Udviisning i Skovene eller i andre Tilfælde maae reise til Godsets Fornødenhed, hvorimod han, efter Herskabets Forgodtbefindende, aarligen af Godsets Skove nyder en forholdsmæssig Udviisning lige med andre Godsets Beboere, saavidt det kan skee uden Skovenes Skade.

VI. Videre end foreskrevet staaer, maae hverken under Navn af Hoverie, eller i andre Maader, under hvad Navn nævnes kan, af denne Bondegaards nuværende eller efterkommende Arvefæstere og Besiddere fordres eller kræves; men han og de, saalænge de dette Arvefæstebrev paa deres Side ubrødeligen efterleve, i alt ansees, som de virkeligen eiede denne Gaard, Herskabet den vedbørlige Lydighed, samt alt hvad til Herligheden henhører, i alle Maader forbeholden.

Dets til Bekræftelse under vore Hænder og Stadens Segl."
Arvefæstekontrakten gav således arvefæsteren visse rettigheder, der blev anset som fordele:
1. Han kunne uhindret disponere over ejendommen og foretage de forandringer, som han måtte mene var til egen fordel.[3]
2. Han fik ret til at dele, sælge eller pantsætte gården og dens tilliggender (forudsat at han opretholdt sine forpligtelser).[3]
3. Han kunne selv bestemme hvem, der skulle arve gården, og hvilken modydelse, der skulle betales medarvinger.[4]
4. Han fik rådighed over tilhørende skov, mose, fiskedamme og jagt, medmindre herlighedsejeren havde forbehold sig disse rettigheder.[4]

Hans eneste forpligtelse bestod i at betale de skatter og afgifter, som han blev pålagt af staten. Ved vurderingen af disse fordele og forpligtelser må huskes, at "Arvefæsternes og Herligheds-Ejerens Rettigheder maae alene bedømmes efter den Kontrakt ved hvilket Arvefæstet er dem overdraget. Nogle Arvefæstere have næsten Selvejeres Rettigheder, andres Rettigheder bestaae blot deri, at de ikke vilkaarligen kan sættes fra Gaardene, og at disse gaae i Arv."
Når en bonde ville købe sin gård, måtte han eje kapital eller låne pengene. Ved arvefæste opnåede han imidlertid de samme rettigheder som ved selveje, og hans eneste udgift var at betale den årlige rente af den kapital, for hvilken han formelt havde overtaget gården, men som reelt stod uforandret i ejendommen.
Herlighedsejerens rettigheder bestod i:
1. Han opretholdt retten til de årlige afgifter, undertiden konverteret til kontante beløb.
2. Han modtog en bestemt betaling ved ændringer af ejerskabsforholdet: dødsfald, salg eller lignende.
3. Han kunne opretholdt retten til jagt og andre "herligheder", fx birkeret, sagefald, skifteret og lignende[7] (disse rettigheder blev med tiden indskrænkede).
4. Han fik ejendommen tilbage, hvis arvefæsteren ikke opfyldt sine forpligtelser.[6]

Godsejeres største ulemper ved ordningen bestod i, at han i praksis overdrog ejendomsret og dispositionsret til arvefæsteren uden at få nogen lempelse i sit eget ansvar for at sikre, at arvefæsteren overholdt sin skatteforpligtigelse. Reelt stod herlighedsejerens penge i ejendommen på ubestemt tid. Nok så vigtigt: afgifterne lå fast, så hvis prisen senere steg, var det arvefæsteren og ikke herlighedsejeren, som fik fordelene herved. På den anden side var det også alene arvefæsteren, der stod med risikoen for, at konjunkturerne vendte.

## Historie

### Baggrund
På Bornholm, hvor gårdene altid havde ligget for sig selv, blev arveskifte indført allerede i 1744 uden, at dette havde nogen direkte sammenhæng med landboreformerne.
Spørgsmålet om arvefæste kom første gang frem i 1760-erne under tidens debat om reformer af landbruget. Godsejerne var oftest imod denne ordning, idet de foretrak, at en gård kunne overgå til en dygtigere og måske mere velstående fæster frem for en fattig og måske mindre egnet søn. En skrev, at "det maatte synes ubilligt, at en dygtig, ædruelig og skikkelig Husmandssøn, der i saa Fald næppe nogentid kunde vente at komme til Gaard, altid skulde staa tilbage for en Gaardmandssøn, hvor udygtig, liderlig og uskikkelig samme endogsaa vare". Kapellanen i Rørby ved Kalundborg argumenterede: "en skikkelig Husmand kan lige saa vel forestaa en Gaard som en ung Karl, og saa meget bedre, da en Husmand har noget at sidde og ligge paa". I praksis var familiefæste, hvor en søn, datter, enke eller anden familie overtog gården, meget udbredt: ifølge en opgørelse for en række godser for perioden 1720-1759 skete familiefæste i lidt under halvdelen af alle tilfælde, lavest på Sjælland med omkring 34%, på Fyn og Lolland-Falster godt 40%, i på nord- og vestjyske godser omkring 46% og på østjyske godser over halvdelen.
I 1769, på et tidspunkt da de første arvefæster allerede var gennemført, skrev botanikeren og lægen Georg Christian Oeder, der i 1751 var blevet kaldt til København, en "Betænkning over det Spørgsmaal, hvorledes Frihed og Ejendom kunne forskaffes Bondestanden i de Lande, hvor den fattes begge Dele", hvori han gjorde sig til talsmand for en form for arvefæste. Under tidens debat erklærede ejeren af Øllingesøgård på Lolland, som blandt andet skrev: "Andre arvefæster vil ej være bestandige end de, hvor kone efter mand, børn efter forældre have ret til at besidde den afdødes gård", og lignende holdninger blev tilkendegivet af andre godsejere. Egentlig var imidlertid selveje målet, og til fremme heraf gennemførtes Forordningen af 13 maj 1769 om selvejerbønder i Danmark, men længe gik det langsomt med selvejerkøbene. Først med udsigten til fremgang, prisstigninger på jord og regeringens støtte til fremme af selvejerkøb og arvefæste skete der en fremgang henimod århundredeskiftet.

### Gennemførelse i 1700-tallet
Ophavsmanden til arvefæstet er Christian Günther zu Stolberg-Stolberg. Han ejede godset Stedingshof ved Bramstedt og lod her ophæve vornedskabet. Som sagkyndig i landbrugsforhold blev han af enkedronning Sophie Magdalene i 1756 udnævnt til hendes overhofmester og jægermester. Hun havde Hirschholm Gods som sit livgeding, men godset befandt sig på daværende tidspunkt i en elendig økonomisk tilstand. Christian Stolberg anbefalede dronningen at frasælge hovedgårdens jorder, hvilke blev til en række større ejendomme som Folehavegård og Eskemosegård, og udskifte bøndergodset samt at indføre arvefæste, hvor bønderne fortsat skulle betale deres afgifter og yde deres forpligtelser. Arvefæste blev indført 1759-1761. Reformerne blev en økonomisk succes og vakte opmærksomhed i landboreformvenlige kredse i København.
I 1766 lod kongen bønderne i det daværende Københavns amt overtage deres ejendom på arvefæstevilkår. Af 696 gårde var 663 arvefæstegårde.
I 1767 fulgte grev Johann Hartwig Ernst von Bernstorff på sit gods Bernstorff, der omfattede landsbyerne Gentofte, Vangede og Ordrup. Godset omfattede 47 gårde. Også her blev godset under ledelse af godsinspektør Torkel Baden udskiftet og gårdene overdragede på arvefæstevilkår.
I 1769 blev en lignende ejendomsreform gennemført på Magistratens gods under Bistrupgård ved Roskilde. Godset talte 296 gårdmænd Det skete imidlertid inden, at jorderne var blevet udskiftede og uden, at de pligter og rettigheder, som arvefæsterne skulle tillægges, var blevet fastlagt i enkeltheder. Dette betød, at arvefæstet i dette tilfælde var mindre vellykket.
I 1771 lod geheimeconferenceråd Christian Ludvig Scheel von Plessen gennemføre en arvefæstereform for bønderne under Selsø stamhus, men også her blev virkningen i første omgang begrænset på grund af manglende udskiftning, hvilken dog senere blev gennemført.
Ligeledes i 1771 indførte etatsråd Christen Lindencrone arvefæste for bønderne på hans tre godser på Stevns: Gjorslev, Søholm og Erikstrup, men heller ikke i dette tilfælde blev ejendomsreformen i første omgang så vellykket, som det kunne ønskes: godserne kom i gæld, og mange gårde var i forfald eller endte med at ligge øde. Først, da justitsråd Jacob Brønnum Scavenius købte godserne i 1794 og indførte en strengere disciplin med hensyn til drift og rettidig betaling af afgifter, og herunder blandt andet opkøbte de forsømte gårde, vendte udviklingen.
I en årrække fra 1771 til 1784 skete der ikke yderligere overgange til arvefæste. Nogle i samtiden anså reformen for unyttig eller ligefrem skadelig, idet man henviste til de uheldige eksempler og argumenterede, at de vellykkede eksempler fortrinsvis skyldtes hovedstadens nærhed.
I 1784 blev imidlertid nedsat Den Lille Landbokommission, hvis opgave var at gennemføre udskiftningen af kronens godser i de daværende Kronborg og Frederiksborg amter. Dette skete: landsbyerne blev udskiftede, mange gårde blev udflyttede med offentlig støtte, der blev indført jordforbedringer, hegn blev opført, og som indfrielse af et løfte om bøndernes overgang til selveje blev de i første omgang overdraget til arvefæste. Det skete ved en propagandistisk ceremoni afholdt i Frederiksborg Slots gård den 15. august 1788, hvor Christian Ditlev Frederik Reventlow holdt en tale, hvori han blandt andet erklærede, at Gud "vil vist giøre disse Bønder til et Exempel for Danmark, som af deres Brødre vil følges, og giøre den i fordums Tider miskiendte Bondestand til et arbeidsomt, et lykkeligt, et kiekt Folk, af hvis Velstand alle andre Stænders vil tage deres Udspring, paa hvis Troeskab og Mod Kongen kan lide, som paa det sikkerste Værn". Efter samme principper blev reformer gennemførte på kronens gods i Odsherred med 691 gårde og 42 huse.
I 1790 blev efter lignende principper som for de kongelige godser gennemført reformer for gods tilhørende Sorø Akademi. Ved kongelig resolution af 4. marts 1795 blev bestemt, at der skulle gennemføres en udskiftning og at gårdene skulle overgå til arvefæste; denne proces var i fuld gang år 1800.
Arvefæste blev inden århundredeskiftet ligeledes indført på Frydendal i Holbæk Amt og Antvorskov gods samt mere spredt rundt om i landet. I begyndelsen af 1800-tallet skønnede Gregers Begtrup, at arvefæste omfattede næsten halvdelen af landets jord.

## Omfang og udbredelse
Endnu omkring 1800 var selvejet kun sparsomt udbredt, hvorimod arvefæste var blevet mere udbredt. Arvefæstet var, især af de årsager, der hang sammen med dets oprindelse, mest udbredt i Nordsjælland, dels på de tidligere krongodser, dels på institutionsgodser. Arvefæstet var da blevet udbredt på det nordsjællandske krongods, universitetets, kommunitetets og andet offentligt gods samt på 18 andre godser, heraf 7 der hørte under Sorø Akademi. Ikke kun gårde kunne overgå i arvefæste, også huse kunne overgå til arvefæste, men det skete almindeligvis senere og i mindre omfang. På krongodset i Kronborg og Frederiksborg amter blev der i årene 1796-1805 i alt udstedt 53 arvefæsteskøder på huse, heraf var en del til degne, gartnere og købmænd, og endnu i 1830 var der kun udstedt omkring 200 arvefæsteskøder på huse. På et punkt var disse skøder en hæmsko: husmænd måtte ikke anskaffe sig mere end een huslod, fordi husene blev opfattet som boliger for landarbejdere, men derved forhindrede man husmænd i at forbedre deres stilling, og Rentekammeret fik da også igennem flere år talrige ansøgninger om mulighed for at kunne sammenlægge to eller flere jordlodder, og i 1801 blev det tilladt husmænd at tilkøbe endnu en huslod; inden da havde man i praksis tilladt husmænd at drive en ekstra jordlod nominelt på vegne af en søn eller datter for en kortere periode. En del initiativrige husmænd tog under de nye vilkår initiativ til at arvefæste præstegårdes og hovedgårdes tilliggender. Ifølge en officiel opgørelse var der 7.331 arvefæstehuse i 1835.
Opgørelser har vist, at der både på Sjælland og i Jylland skete en opgang i familiefæstets andel af fæsteskifterne: på Sjælland voksede de fra 24,5% i årene 1720-1729 til 57,7% i årene 1797-1807, og i Jylland fra 41,0% i årene 1720-1729 til 66,4% i årene 1797-1807.
Arvefæstets udvikling for gårde (over 1 tønde hartkorn) i løbet af 1800-tallet fremgår af nedenstående oversigt.
| Amt (1793-1970) | 1835  | 1860  | 1873  |
| --------------- | ----- | ----- | ----- |
| København       | 1.222 | 1.310 | 1.642 |
| Frederiksborg   | 1.901 | 2.143 | 2.162 |
| Holbæk          | 329   | 551   | 1.419 |
| Sorø            | 277   | 412   | 780   |
| Præstø          | 276   | 494   | 1.411 |
| Bornholm        | 868   | -     | -     |
| Maribo          | 330   | 353   | 476   |
| Svendborg       | 120   | 238   | 292   |
| Odense          | -     | 97    | 223   |
| Vejle           | 1     | 6     | 35    |
| Århus           | 19    | 14    | 52    |
| Randers         | 34    | 16    | 70    |
| Ålborg          | 8     | 56    | 79    |
| Hjørring        | 63    | 2     | 32    |
| Thisted         | -     | 1     | 6     |
| Viborg          | 167   | 125   | 130   |
| Ringkøbing      | 6     | 50    | 72    |
| Ribe            | 381   | 35    | 55    |
| Kongeriget      | 6.002 | 6.333 | 8.936 |

kilder:
 Den dertil allernaadigst anordnede Commission: Statistisk Tabelværk, 2. hæfte; Kiøbenhavn 1837; s. 137
Det statistiske Bureau: Sammendrag af statistiske Oplysninger angaaende Kongeriget Danmark No. 1; Kjöbenhavn 1869; s. 20
Danmarks Statistik: Sammendrag af statistiske Oplysninger angaaende Kongeriget Danmark Nr. 9; Kjøbenhavn 1885; s. 44

Arvefæstet var ikke jævnt udbredt over landet. Tyngdepunktet lå gennem hele 1800-tallet i Nordsjælland, især Nordøstsjælland, mens det glimrede med sit fravær på store dele af resten af øen. På Fyn kom Odense amt først sent med. I Jylland lå tyngdepunktet i Randers amt længe i det lille Rougsø herred mellem Randers Fjord og Kattegat, i Århus amt lå samtlige arvefæstegårde i Århus amtsrådskreds men var totalt fraværende i Skanderborg amtsrådskreds, og i Ribe amt lå et tyngdepunkt i de kongerigske enklaver i Sønderjylland; den tilsyneladende drastiske nedgang mellem 1835 og 1860 skyldes grænsereguleringen i 1864, idet opgørelsen for 1860 først skete efter denne.
Bag nettotallene ligger vedvarende forskydninger gennem hele 1800-tallet: der skete en tilgang ved, at fæstegårde overgik til arvefæste, og en afgang ved, at arvefæstegårde overgik til selveje. Således var arvefæstet gennem hele perioden et mellemtrin på vejen fra fæste til selveje.
Arvefæste varede ved til 1919, da det blev endeligt afviklet ved lov.

## Betydning
Arvefæstet indgik på linje med andre tiltag: udskiftningen, stavnsbåndets afskaffelse, nye dyrkningsformer og -redskaber med mere som en del af den samlede pakke af tiltag, der i eftertiden er blevet kendt som landboreformerne. Arvefæstets betydning kom først og fremmest til at ligge i, at det i praksis kom til at virke som murbrækker for overgangen til selveje. Det betød, at bønder og husmænd kom til at sidde mere sikkert på deres ejendomme og derfor også var interesserede i at gennemføre forbedringer, som de vidste kunne gå i arv til deres børn eller andre slægtninge.
En bivirkning af indførelsen af arvefæste var, at den sociale forskel mellem gårdmænd på den ene side og husmænd på den anden voksede.